# كلود تايلور
كلود تايلور (6 فبراير 1904 بليستر في المملكة المتحدة - 28 يناير 1966 في المملكة المتحدة) (بالإنجليزية: Claude Taylor)‏ هو لاعب كريكت بريطاني وبريطاني (وحمل سابقاً جنسية المملكة المتحدة لبريطانيا العظمى وأيرلندا). لعب مع نادي مقاطعة ليسترشاير للكريكت ‏ وBuckinghamshire County Cricket Club ‏ ونادي الكريكت في جامعة أكسفورد ‏.

## وصلات خارجية
- كلود تايلور على موقع إي آس بي آن كريك إنفو (الإنجليزية)